# Comitatul San Juan, Colorado
Comitatul San Juan, conform originalului din limba engleză, San Juan County (cod FIPS, 08-111), este unul din cele 64 de comitate ale statului american Colorado.
Conform recensământului Statelor Unite Census 2000, efectuat de United States Census Bureau, populația totală era de 558 de locuitori, făcând din acest comitat unul dintre cele mai slab populate din Uniune. Sediul comitatului este singura municipalitate din comitat, localitatea Silverton. GR6.
Comitatul a fost fondat la 31 ianuarie 1876, luând numele de la râul omonim, San Juan River, care la rândul său a fost numit după Sfântul Ioan Botezătorul. Silverton, precum întreg comitatul au devenit rapid o înfloritoare comunitate minieră, care a manifestat un puternic declin economic și demografic după anii 1960, când importanța extragerii minereului brut în statul Colorado a coborât drmatic.

### Comitate alăturate
- Comitatul Ouray, Colorado - nord
- Comitatul Hinsdale, Colorado - est
- Comitatul La Plata, Colorado - sud
- Comitatul Montezuma, Colorado - sudvest
- Comitatul Dolores, Colorado - vest
- Comitatul San Miguel, Colorado - nordvest

## Demografie
|  | Graficele sunt indisponibile din cauza unor probleme tehnice. Mai multe informații se găsesc la Phabricator și la wiki-ul MediaWiki. |

Date: Wikidata - grafică realizată de Wikipedia
-->